# Meryeta O'Dine
Meryeta O'Dine (Victoria, 24 de febrero de 1997) es una deportista canadiense que compite en snowboard, especialista en la prueba de campo a través.
Participó en los Juegos Olímpicos de Pekín 2022, obteniendo dos medallas de bronce, en las pruebas individual y por equipo mixto.

## Palmarés internacional
| Juegos Olímpicos | Juegos Olímpicos | Juegos Olímpicos  | Juegos Olímpicos                |
| Año              | Lugar            | Medalla           | Prueba                          |
| ---------------- | ---------------- | ----------------- | ------------------------------- |
| 2022             | Pekín (China)    | Medalla de bronce | Campo a través                  |
| 2022             | Pekín (China)    | Medalla de bronce | Campo a través por equipo mixto |